# Daniel Ripic
Daniel Ripic (* 14. März 1996 in Spittal an der Drau) ist ein österreichisch-kroatischer Fußballspieler. Er steht seit der Saison 2015/16 beim VfB Stuttgart II unter Vertrag.

## Karriere

### Verein
Ripic wurde im September 2002 beim Nachwuchs des SV Malta angemeldet. Im August 2007 wechselte er zum Nachwuchs des SV Seeboden, wo er dann die Akademie des FC Red Bull Salzburg besuchte.
Der Stürmer gab am 14. August 2013 beim 2:1-Auswärtssieg nicht nur sein Debüt in der österreichischen U-17-Nationalmannschaft, sondern erzielte in diesem Spiel auch den Treffer zum 1:0. Danach folgten weitere Teameinsätze am 5. und am 7. September 2013 gegen Usbekistan (1:1 bzw. 3:0) sowie am 12. Oktober 2013 gegen die Elfenbeinküste (0:1), ehe er in den österreichischen Kader für die U-17-Weltmeisterschaft in den Vereinigten Arabischen Emiraten berufen wurde. Dort kam er in allen drei Spielen gegen Kanada (2:2), Argentinien (2:3) und den Iran (0:1) zum Einsatz, erzielte jedoch keinen Treffer.
Am 20. Jänner 2014 wurde Ripic vom FC Liefering, dem Kooperationsklub des FC Red Bull Salzburg übernommen.
Zur Saison 2015/16 wechselte er zur zweiten Mannschaft des VfB Stuttgart. Seine beiden ersten Treffer in der 3. Liga erzielte Ripic für den VfB II am 15. August 2015 beim 3:1-Auswärtssieg gegen die SG Sonnenhof Großaspach.
Zum 24. Juli 2017 löste er seinen Vertrag beim VfB Stuttgart II auf.

### Nationalmannschaft
Ripic debütierte 2012 für die U-17-Nationalmannschaft von Österreich. Mit dieser Auswahl nahm er an der U-17-Europameisterschaft 2013 und der U-17-Weltmeisterschaft 2013 teil. Am 5. März 2014 erzielte Ripic beim 3:2-Auswärtssieg der österreichischen U-18-Nationalmannschaft in Slowenien zwei Treffer. Für das U-19-Nationalteam Österreichs spielte er bei der U-19-Europameisterschaft 2015.